# 웰렌
웰렌(러시아어: Уэлен 우엘렌[*], 축치어: Увэлен, 유픽어: Улыӄ/Олыӄ)은 축치 자치구에 위치한 마을이다. 북극권과 가깝고 베링해와 축치해가 만나는 데즈뇨프곶에 위치한 항구 마을이다. 러시아는 물론 아시아 전체에서 최동단 정착지이며, 바다 너머 북아메리카와 멀지 않다.
평균기온은 여름(7월 - 8월)에는 6°С, 겨울에는 -8°С이다. 인구는 2021년 기준 599명이다. 인구 대부분인 원주민인 축치인과 일부 유픽인이며, 나머지 주민은 주로 러시아인이다.

## 역사
고고학 조사를 통해 선사시대부터 원주민들이 이 지역에서 어업과 해양 포유류 사냥을 하며 살았던 것을 알 수 있다. 웰렌이라는 지명의 기원은 명확하지 않으나 축치어에서 유래한 것으로 추정된다.
1912년 기준 4개의 공동체와 러시아의 추콧카 행정부가 위치한 인구 약 300명의 정착지였다. 이후 미국과의 무역항으로 개발되었고 추콧카 최초의 학교나 러시아 최초의 북극 연구기지가 웰렌에 설립되었다.
1950년대 소련 당국이 주변의 비경제적인 원주민 정착지(나우칸 등)를 폐쇄하고 그 인구를 웰렌, 라브렌티야, 로리노, 인초운으로 이주시켰다.

## 기후
| Uelen의 기후                           | Uelen의 기후  | Uelen의 기후  | Uelen의 기후  | Uelen의 기후  | Uelen의 기후  | Uelen의 기후 | Uelen의 기후 | Uelen의 기후 | Uelen의 기후 | Uelen의 기후 | Uelen의 기후  | Uelen의 기후  | Uelen의 기후  |
| 월                                     | 1월           | 2월           | 3월           | 4월           | 5월           | 6월          | 7월          | 8월          | 9월          | 10월         | 11월          | 12월          | 연간          |
| -------------------------------------- | ------------- | ------------- | ------------- | ------------- | ------------- | ------------ | ------------ | ------------ | ------------ | ------------ | ------------- | ------------- | ------------- |
| 역대 최고 기온 °C (°F)                 | 6.1 (43.0)    | 5.6 (42.1)    | 3.9 (39.0)    | 8.9 (48.0)    | 10.8 (51.4)   | 22.1 (71.8)  | 25.0 (77.0)  | 22.0 (71.6)  | 16.3 (61.3)  | 14.0 (57.2)  | 9.0 (48.2)    | 10.0 (50.0)   | 25.0 (77.0)   |
| 일평균 최고 기온 °C (°F)               | −16.5 (2.3)   | −16.0 (3.2)   | −15.0 (5.0)   | −8.6 (16.5)   | −0.3 (31.5)   | 6.2 (43.2)   | 10.3 (50.5)  | 9.3 (48.7)   | 5.9 (42.6)   | 1.6 (34.9)   | −3.6 (25.5)   | −11.7 (10.9)  | −3.2 (26.2)   |
| 일일 평균 기온 °C (°F)                 | −19.5 (−3.1)  | −19.2 (−2.6)  | −18.5 (−1.3)  | −11.8 (10.8)  | −2.5 (27.5)   | 3.3 (37.9)   | 7.1 (44.8)   | 6.9 (44.4)   | 4.2 (39.6)   | −0.1 (31.8)  | −6.0 (21.2)   | −14.3 (6.3)   | −5.9 (21.4)   |
| 일평균 최저 기온 °C (°F)               | −22.6 (−8.7)  | −22.4 (−8.3)  | −21.9 (−7.4)  | −15.0 (5.0)   | −4.5 (23.9)   | 1.2 (34.2)   | 4.6 (40.3)   | 4.9 (40.8)   | 2.6 (36.7)   | −1.8 (28.8)  | −8.7 (16.3)   | −17.2 (1.0)   | −8.4 (16.9)   |
| 역대 최저 기온 °C (°F)                 | −44.1 (−47.4) | −43.2 (−45.8) | −43.6 (−46.5) | −36.1 (−33.0) | −25.0 (−13.0) | −10.0 (14.0) | −1.5 (29.3)  | −2.2 (28.0)  | −7.8 (18.0)  | −22.0 (−7.6) | −34.0 (−29.2) | −41.1 (−42.0) | −44.1 (−47.4) |
| 평균 강수량 mm (인치)                  | 18.6 (0.73)   | 18.2 (0.72)   | 12.3 (0.48)   | 15.2 (0.60)   | 13.9 (0.55)   | 14.2 (0.56)  | 31.7 (1.25)  | 42.5 (1.67)  | 36.1 (1.42)  | 43.3 (1.70)  | 22.9 (0.90)   | 19.5 (0.77)   | 288.4 (11.35) |
| 평균 강우일수                          | 0.03          | 1             | 0.1           | 1             | 4             | 10           | 15           | 18           | 18           | 9            | 2             | 1             | 59.13         |
| 평균 강설일수                          | 16            | 15            | 18            | 14            | 16            | 5            | 1            | 1            | 7            | 21           | 23            | 18            | 155           |
| 평균 상대 습도 (%)                     | 82            | 80            | 81            | 83            | 88            | 89           | 89           | 90           | 88           | 86           | 84            | 84            | 85            |
| 평균 월간 일조시간                     | 3.1           | 62.1          | 161.2         | 186.0         | 148.8         | 204.0        | 201.5        | 117.8        | 66.0         | 24.8         | 15.0          | 0.0           | 1,190.3       |
| 출처 1: Roshydromet                    |               |               |               |               |               |              |              |              |              |              |               |               |               |
| 출처 2: allmetsat.com (sunshine hours) |               |               |               |               |               |              |              |              |              |              |               |               |               |